# 張夢璇
張夢璇（1985年4月1日—），在越南多在名字前加「SAKA」為「Saka Trương Tuyền」，是一位越南流行音樂女歌手。

## 生平
張夢璇生於越南南部地區永隆省泳濂縣。因參加由越南天神音樂公司總裁梁家輝舉辦的新人歌唱比賽而進入歌壇。原先藝名為張愛璇（越南语：／），後改名為「Saka Trương Tuyền」。
2011年推出個人專輯《單戀》，專輯曲目多翻唱自中國大陸網絡歌曲。

## 專輯
- 《單戀》（越南语：／），2011

| 序 數 | 曲 名 （國語字） | 曲 名 （喃字） | 歌 手        | 備 註                           |
| 1     |                  |                | 張璇         | 翻唱自慕容曉曉 《愛情買賣》     |
| 2     |                  |                | 張璇         | 翻唱自湯潮、小瀋陽 《美了美了》 |
| 3     |                  |                | 張璇         | 翻唱自王袁 《其實我很在乎你》   |
| 4     |                  |                | 張璇         |                                 |
| 5     |                  |                | 張璇         | 翻唱自黑龍 《回心轉意》         |
| 6     |                  |                | 張璇、梁家輝 | 翻唱自顧峰、斯琴高麗 《犯錯》   |
| 7     |                  | Saka           | 張璇         |                                 |
| 8     |                  |                | 張璇         |                                 |
| 9     |                  |                | 張璇         |                                 |
| 10    |                  |                | 張璇、金小龍 |                                 |